# The Rubettes
The Rubettes sind eine 1973 gegründete Band aus England, deren größter Erfolg die Single Sugar Baby Love aus dem Jahr 1974 ist.

## Bandgeschichte
Sugar Baby Love war der einzige Nummer-eins-Hit in Deutschland und Großbritannien und konnte sich als einziger Titel der Gruppe in den USA platzieren. Das Lied wurde ursprünglich von Paul da Vinci gesungen, der sich, noch bevor sich der Titel zum Hit entwickelte, für eine Solokarriere entschied.
Es folgten zahlreiche weitere Top-10-Hits der Rubettes in ganz Europa, darunter Tonight, Juke Box Jive, I Can Do It und Foe-dee-oh-dee. Baby I Know, eine Ballade im Country-Rock-Stil, war im Jahr 1977 der letzte Top-10-Hit in Großbritannien.
Die ersten sechs Singles und drei Alben wurden von Wayne Bickerton und Tony Waddington produziert, die in den 1960er Jahren mit dem früheren Beatles-Schlagzeuger Pete Best zusammenarbeiteten. Mehrere Titel der ersten drei Alben wurden auch von anderen Künstlern aufgenommen und zu Charterfolgen, wie Way Back in the Fifties vom Album Wear It’s ’at für Carl Wayne (ehemals bei The Move) 1975, Don’t Do It Baby vom Album We Can Do It und I’m Just Dreaming vom Album Rubettes für Mac and Katie Kissoon 1975 und 1976.
Ab 1976 lösten sich die Rubettes vom Produzenten- und Komponisten-Duo Bickerton & Waddington und produzierten ihre Werke zusammen mit Alan Blakely (ehemals bei The Tremeloes) selbst. Verbunden damit war ein Ausflug in das Genre des Country-Rock mit Liedern wie Under One Roof, Baby I Know, Sometime in Oldchurch und Still Unwinding.

### Comeback in den 1990er Jahren
In den 1990er Jahren kamen einige neue Alben und Singles heraus, u. a. Riding on a Rainbow (1992), Making Love in the Rain (1995) und in Frankreich Smile (1994) sowie The Very Best of the Rubettes (1999). Letzteres vereinte die größten Erfolge aus den 1970er Jahren zusammen mit neuen Titeln der 1990er und konnte sich in den Top-10 der Charts in Frankreich platzieren.

### Gegenwart
Infolge eines Gerichtsurteils gibt es inzwischen zwei Gruppen namens Rubettes. Die Band geht noch unter dem Namen „The Rubettes feat. Alan Williams“ auf Tourneen. Unter dem Namen „The Rubettes feat. Bill Hurd“ tritt die Gruppe unter dem Keyboarder Bill Hurd mit dem früheren Studiosänger Paul da Vinci auf.
2008 trat die Gruppe in der RTL-Sendung Die ultimative Chartshow auf und belegte mit Sugar Baby Love den ersten Platz der Ausgabe Die erfolgreichsten Oldies aller Zeiten.

## Diskografie

### Studioalben
| Jahr | Titel         | Höchstplatzierung, Gesamtwochen, AuszeichnungChartplatzierungen (Jahr, Titel, Platzierungen, Wochen, Auszeichnungen, Anmerkungen) | Höchstplatzierung, Gesamtwochen, AuszeichnungChartplatzierungen (Jahr, Titel, Platzierungen, Wochen, Auszeichnungen, Anmerkungen) | Höchstplatzierung, Gesamtwochen, AuszeichnungChartplatzierungen (Jahr, Titel, Platzierungen, Wochen, Auszeichnungen, Anmerkungen) | Höchstplatzierung, Gesamtwochen, AuszeichnungChartplatzierungen (Jahr, Titel, Platzierungen, Wochen, Auszeichnungen, Anmerkungen) | Höchstplatzierung, Gesamtwochen, AuszeichnungChartplatzierungen (Jahr, Titel, Platzierungen, Wochen, Auszeichnungen, Anmerkungen) | Anmerkungen                         |
| Jahr | Titel         | DE | AT | CH | UK | US | Anmerkungen                         |
| ---- | ------------- | --- | --- | --- | --- | --- | ----------------------------------- |
| 1974 | Wear It’s ’at | DE32 (8 Wo.)DE | — | — | — | — | Erstveröffentlichung: Dezember 1974 |
| 1975 | We Can Do It  | DE31 (16 Wo.)DE | — | — | UK41 (1 Wo.)UK | — | Erstveröffentlichung: April 1975    |

grau schraffiert: keine Chartdaten aus diesem Jahr verfügbar
Weitere Studioalben
- 1975: Rubettes
- 1976: Sign of the Times
- 1977: Baby I Know
- 1977: Sometime in Oldchurch
- 1978: Still Unwinding
- 1979: Shangri-La
- 1992: Riding on a Rainbow
- 1995: Making Love in the Rain
- 1993: I Can Do It
- 1994: Smile
- 2010: 21st Century Rock’n’Roll (feat. Bill Hurd)

### Kompilationen
- 1976: The Best Of
- 1976: Rubettes
- 1978: The Rubettes
- 1990: The Best Of
- 1993: Sugar Baby Love
- 1993: Best of the Rubettes
- 1994: Juke Box Jive
- 1997: The Rubettes
- 1998: The Very Best of the Rubettes
- 2000: Sugar Baby Love

### Singles
| Jahr | Titel Album                             | Höchstplatzierung, Gesamtwochen, AuszeichnungChartplatzierungen (Jahr, Titel, Album, Platzierungen, Wochen, Auszeichnungen, Anmerkungen) | Höchstplatzierung, Gesamtwochen, AuszeichnungChartplatzierungen (Jahr, Titel, Album, Platzierungen, Wochen, Auszeichnungen, Anmerkungen) | Höchstplatzierung, Gesamtwochen, AuszeichnungChartplatzierungen (Jahr, Titel, Album, Platzierungen, Wochen, Auszeichnungen, Anmerkungen) | Höchstplatzierung, Gesamtwochen, AuszeichnungChartplatzierungen (Jahr, Titel, Album, Platzierungen, Wochen, Auszeichnungen, Anmerkungen) | Höchstplatzierung, Gesamtwochen, AuszeichnungChartplatzierungen (Jahr, Titel, Album, Platzierungen, Wochen, Auszeichnungen, Anmerkungen) | Anmerkungen                             |
| Jahr | Titel Album                             | DE | AT | CH | UK | US | Anmerkungen                             |
| ---- | --------------------------------------- | --- | --- | --- | --- | --- | --------------------------------------- |
| 1974 | Sugar Baby Love Wear It’s ’at           | DE1 Gold · (25 Wo.)DE | AT1 (24 Wo.)AT | CH1 (… Wo.)CH | UK— GoldUK | US37 (10 Wo.)US | Erstveröffentlichung: 1. März 1974      |
| 1974 | Tonight Wear It’s ’at                   | DE4 (19 Wo.)DE | AT13 (12 Wo.)AT | — | UK12 (9 Wo.)UK | — | Erstveröffentlichung: 5. Juli 1974      |
| 1974 | Juke Box Jive We Can Do It              | DE4 (25 Wo.)DE | AT8 (8 Wo.)AT | — | UK3 Silber · (12 Wo.)UK | — | Erstveröffentlichung: 30. Oktober 1974  |
| 1975 | I Can Do It We Can Do It                | DE3 (24 Wo.)DE | AT7 (16 Wo.)AT | CH6 (6 Wo.)CH | UK7 (9 Wo.)UK | — | Erstveröffentlichung: 28. Februar 1975  |
| 1975 | Foe-dee-oh-dee Rubettes                 | DE6 (15 Wo.)DE | AT8 (8 Wo.)AT | — | UK15 (6 Wo.)UK | — | Erstveröffentlichung: 20. Juni 1975     |
| 1975 | Little Darling Rubettes                 | DE22 (12 Wo.)DE | — | — | UK30 (5 Wo.)UK | — | Erstveröffentlichung: 31. Oktober 1975  |
| 1976 | You’re the Reason Why Sign of the Times | DE22 (15 Wo.)DE | — | — | UK28 (4 Wo.)UK | — | Erstveröffentlichung: 2. April 1976     |
| 1976 | Under One Roof Baby I Know              | DE30 (3 Wo.)DE | — | — | UK40 (3 Wo.)UK | — | Erstveröffentlichung: 3. September 1976 |
| 1977 | Baby I Know                             | DE34 (8 Wo.)DE | — | — | UK10 (10 Wo.)UK | — | Erstveröffentlichung: 4. Februar 1977   |
| 1977 | Ooh-la-la Baby I Know                   | DE16 (27 Wo.)DE | — | — | — | — | Erstveröffentlichung: 4. Juni 1977      |
| 1977 | Cherie Amour The Best of the Rubettes   | DE39 (6 Wo.)DE | — | — | — | — | Erstveröffentlichung: 3. November 1977  |
| 1978 | Little 69 The Best of the Rubettes      | DE37 (6 Wo.)DE | — | — | — | — | Erstveröffentlichung: 2. Mai 1978       |

Weitere Singles
| - 1974: Saturday Night - 1975: At the High School Hop Tonight - 1976: Allez Oop - 1976: Julia - 1976: Dark Side of the World - 1976: Rock Is Dead - 1977: Ladies of Laredo - 1977: Come On Over - 1978: Sometime in Oldchurch - 1978: Goodbye Dolly Gray - 1978: Movin’ | - 1979: Lola - 1979: Kid Runaway - 1979: Stay with Me - 1981: Rockin’ Rubettes Party 45 (Medley) - 1981: I Can’t Give You Up - 1981: Stuck on You - 1982: Don’t Come Crying - 1985: Keep On Dancing - 1989: Megamix - 1991: New Way of Loving You (Promo) - 1994: Under One Roof (Revisited) |

## Auszeichnungen für Musikverkäufe
| Goldene Schallplatte - Frankreich - 1977: für das Album We Can Do It - 1977: für das Album Rubettes |

Anmerkung: Auszeichnungen in Ländern aus den Charttabellen bzw. Chartboxen sind in ebendiesen zu finden.
| Land/RegionAuszeichnungen für Musikverkäufe (Land/Region, Auszeichnungen, Verkäufe, Quellen) | Silber  | Gold     | Platin | Verkäufe | Quellen         |
| -------------------------------------------------------------------------------------------- | ------- | -------- | ------ | -------- | --------------- |
| Deutschland (BVMI)                                                                           | —       | Gold1    | —      | 500.000  | Einzelnachweise |
| Frankreich (SNEP)                                                                            | —       | 2× Gold2 | —      | 200.000  | infodisc.fr     |
| Vereinigtes Königreich (BPI)                                                                 | Silber1 | Gold1    | —      | 750.000  | bpi.co.uk       |
| Insgesamt                                                                                    | Silber1 | 4× Gold4 | —      |          |                 |